# Włodzimierz Kotowski
Włodzimierz Wacław Kotowski (ur. 28 czerwca 1928 w Starogardzie Gdańskim) – polski inżynier ochrony środowiska i technologii chemicznej, specjalizujący się w agroenergetyce, alternatywnych źródłach energii, inżynierii procesowej przemysłu rafineryjno-petrochemicznego, inżynierii reaktorów chemicznych, katalizie, petro- i karbochemii, utylizacji odpadów; profesor doktor habilitowany, nauczyciel akademicki związany z uczelniami w Opolu i Bytomiu; piąty rektor Wyższej Szkoły Inżynierskiej w Opolu (1987–1990).

## Życiorys
Urodził się w 1928 roku w Starogardzie Gdańskim. Po ukończeniu gimnazjum w Lubomierzu kontynuował naukę w latach 1947–1950 naukę w Gdańskich Technicznych Zakładów Naukowych, uzyskując tam świadectwo dojrzałości i dyplom technika-chemika. Następnie został skierowany do pracy w Zakładach Chemicznych w Oświęcimiu. W międzyczasie za namową prof. Eugeniusza Błasika podjął studia wieczorowe w Wieczorowej Szkole Inżynierskiej przy Akademii Górniczo-Hutniczej w Krakowie, które ukończył w 1954 roku, uzyskując dyplom inżyniera-chemika. Dalsze studia kontynuował na Wydziale Chemicznym Politechniki Śląskiej w Gliwicach, gdzie uzyskał stopień magistra, a następnie doktora nauk chemicznych w 1964 roku i doktora habilitowanego w 1968 roku. 
W tym samym roku został oddelegowany do pracy w Zakładach Chemicznych "Blachownia" w Kędzierzynie-Koźlu z zadaniem stworzenia tam struktur organizacyjnych, a także uruchomienia pierwszego kompleksu petrochemicznego w Polsce. W związku z tym osiedlił się na stałe w tym mieście przenosząc się z Oświęcimia. W tutejszych zakładach chemicznych pracował do 1973 roku, będąc kolejno szefem produkcji, zastępcą dyrektora do spraw produkcji oraz dyrektorem naczelnym.
Od 1964 roku należał do PZPR.
W 1973 roku decyzją Ministra Przemysłu Chemicznego objął stanowisko dyrektora naczelnego Mazowieckich Zakładów Rafineryjnych i Petrochemicznych w Płocku, które pełnił do 1976 roku, kiedy to ponownie wrócił do Kędzierzyna-Koźla, zostając dyrektorem naczelnym Instytutu Ciężkiej Syntezy Organicznej "Blachownia". W międzyczasie Rada Państwa PRL nadała mu w 1974 roku tytuł profesora nadzwyczajnego nauk technicznych, a w 1988 tytuł profesora zwyczajnego.
W 1985 roku rozpoczął pracę naukowo-dydaktyczną w Wyższej Szkole Inżynierskiej w Opolu (od 1996 roku Politechnika Opolska). Otrzymał tam stanowisko profesora zwyczajnego (1988) i został prodziekanem Wydziału Mechanicznego WSI. W latach 1987–1990 pełnił na tej uczelni funkcję rektora. Ponadto od 1994 do 2000 roku kierował tamtejszą Katedrą Techniki Cieplnej i Aparatury Przemysłowej.
Poza opolską uczelnią techniczną był w latach 1976–1979 członkiem Centralnej Komisji Kwalifikacyjnej do spraw Kadr Naukowych, a w latach 1981–1983 członkiem Komitetu Karbochemii Polskiej Akademii Nauk. Od 1993 roku jest ekspertem Organizacji Narodów Zjednoczonych do spraw Rozwoju Przemysłowego (UNIDO). Był też członkiem Sekcji Technologii Chemicznej przy Komitecie Badań Naukowych. Wykładał także w Katedrze Ekonomii, Zarządzania i Inżynierii Produkcji Wyższej Szkoły Ekonomii i Administracji w Bytomiu.

## Dorobek naukowy
Włodzimierz Kotowski w trakcie swojej wieloletniej pracy naukowej przebadał i wyjaśnił mechanizm aktywującego dwutlenku węgla w mieszaninie z wodorem na katalizatory miedziowe w procesie syntezy metanolu. Badania te legły u podstaw niskociśnieniowej produkcji metanolu. Prowadził również badania w zakresie ciśnieniowych procesów uwodnień, hydrorafinacji, a także hydrokrakingu ciężkich frakcji ropy naftowej w węglu kamiennym i brunatnym z udziałem katalizatorów. We współpracy z Instytutem Chemii Stosowanej w Berlinie prowadził badania dotyczące hydrokrakingu ciężkich frakcji z przerobu ropy do paliw silnikowych oraz opracował technologię utylizacji złomu elektronicznego w parametrach nadkrytycznych wody.
Jest autorem 9 monografii, które są zalecane jako podręczniki akademickie, oraz kilkuset publikacji w czasopismach krajowych i zagranicznych. Był twórcą lub współtwórcą 52 wynalazków, z których większość została wdrożona w przemyśle chemicznym.

## Odznaczenia i działalność społeczna
Z tytułu osiągnięć zawodowych otrzymał wiele nagród państwowych, wyróżnienia regionalne, resortowe, Naczelnej Organizacji Technicznej oraz organizacji zagranicznych.
- Odznaka „Przodownik pracy“ (1952)[7]
- Srebrny Krzyż Zasługi (1953)[8]
- Medal im. Prof. Wojciecha Świętosławskiego (2002)[9].

Otrzymał także tytuł honorowego obywatela Kędzierzyna-Koźla. Poza działalnością naukową dał się poznać jako aktywny społecznik. Będąc dyrektorem Zakładów Chemicznych "Blachownia" zainicjował budowę kompleksu handlowego dla pracowników zamieszkałych przy Zakładach. Osobiście nadzorował budowę drogi łączącej Blachownię z Lenartowicami, a także był inicjatorem budowy bloków mieszkalnych na osiedlu przyzakładowym. W latach 1976–1978 był prezesem Klubu Sportowego MZKS "Chemik". W trakcie jego kadencji drużyna piłkarska jedyny raz awansowała do II ligi piłki nożnej.